# Contea di Busia
La contea di Busia è una della 47 contee del Kenya situata nell'ex Provincia Occidentale. Al censimento del 2019 ha una popolazione di 893.681 abitanti. Il capoluogo della contea è Busia. Altre città importanti sono: Malaba, Amagoro, Nambale, Port Victoria, Matayos, Bumala